# Norwich
Norwich (výslovnost [ˈnɒrɪdʒ]) je město ve východní Anglii. Je regionálním a administrativním centrem hrabství Norfolk. V oblasti spravované Radou města Norwich žije 129 500 (2006) obyvatel. Norwich je na čtvrtém místě v pořadí podle hustoty obyvatel ve východní Anglii (3 319 obyvatel na km²).

## Historie

### Anglosaské období
Existují dva modely rozvoje Norwiche v anglosaské době. První možností je existence tří oddělených osad – jedné na severu od řeky a dvou dalších na jihu, které postupně splynuly v jednu. Druhou variantou je expanze osady na severu řeky poté, co v 7. století dvě osady na jihu zůstaly opuštěné. Raně středověký Norwich byl živým obchodním centrem východní Anglie. V letech 924 až 939 bylo město plně etablované, dokonce razilo i vlastní mince. Roku 1004 byl Norwich dobyt a vypálen vikinským vojevůdcem Sweinem Forkbeardem.
V době ovládnutí Anglie Normany byl Norwich jedním z největších měst Anglie. Pozemková kniha uvádí, že měl dvacet pět kostelů a mezi pěti až deseti tisíci obyvatel. Norwich se nadále rozvíjel jako důležité obchodní centrum, využívající řeku Wensum pro dopravu k moři. Při archeologických vykopávkách v centru města byly nalezeny mlýnské kameny a jiné artefakty datované do období před normanské osídlení z 11. století, pocházející ze Skandinávie.
Oblast kolem saské osady na jižním břehu řeky byla zničena při stavbě hradu v roce 1070. V době vlády Normanů se centrum města přesunulo do okolí hradu a na západ od něj. Tato oblast měla centrum na normanském tržišti, které se dochovalo do současné doby jako City's Provision Market.
V roce 1096 zahájil Herbert de Losinga, tehdy biskup z Thretfordu, stavbu první katedrály. Hlavním stavebním prvkem byl vápenec dovážený z Caen v Normandii. Pro dopravu kamenů na stavbu katedrály byl vyhlouben kanál vedoucí od řeky podél východních hradeb až ke staveništi. Biskup pak přemístil sídlo diecéze k této katedrále.

### Středověk

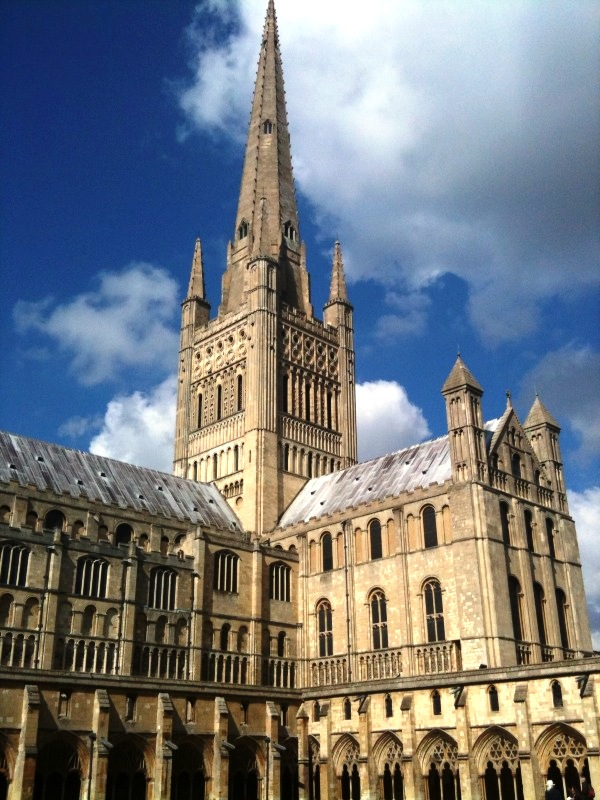
Norwichská anglikánská katedrála

V letech 1297 až 1344 byly vystavěny městské hradby dlouhé asi 4 km. Ty spolu s řekou ohraničovaly větší plochu, než jakou měla londýnská City. Nicméně po jejich dokončení bylo zakázáno stavět obydlí mimo jimi obklopené území. Rozvíjela se městská řemesla, zejména tkalcovství, které zpracovávalo kromě tradičního lnu hlavně vlnu a které se stalo základem věhlasu anglického soukenictví.
V roce 1144 byli zástupci židovské komunity obviněni z rituální vraždy dvanáctiletého Viléma, jehož tělo bylo nalezeno s ranami nožem. Je s ním spojen nejstarší doklad antisemitské pověsti obviňující židy z rituálního užívání krve křesťanů. Legendu o svatém Vilémovi z Norwiche sepsal roku 1173 Tomáš z Monmouthu. Jeho kult přitahoval velké množství poutníků, což přineslo bohatství místním kostelům. Oficiální uznání církví za světce se však Vilémovi nedostalo. 6. února 1190 byli všichni židé, s výjimkou několika málo jedinců, kterým se podařilo schovat v hradu, zmasakrováni.
Kapitál z obchodu s vlnou financoval výstavbu mnoha nádherných kostelů a Norwich se mohl pochlubit větším množstvím kostelů než kterékoli město na sever od Alp. V této době mělo město čilé obchodní spojení s mnoha městy v Evropě od Skandinávie až po Španělsko. V té době se Norwich stal samostatným městem a centrem nejhustěji obydleného a prosperujícího hrabství. Ve středověku zasahovala k Norwichi mělká mořská zátoka, která z něj udělala město přístavní.
Náboženská reformace proběhla na rozdíl od jiných hrabství poměrně pokojně a město má od té doby dvě katedrály: katolickou a anglikánskou. V roce 1549 vypuklo povstání Roberta Ketta, které bylo potlačeno a vůdce popraven. 
V roce 1567 zaznamenal Norwich velký příliv valonských imigrantů. Město se stalo v 16. a 17. století domovem uprchlíků z různých zemí, například francouzských hugenotů nebo belgických Valonů. Zdá se, že tito imigranti se začlenili do společnosti města bez velkých problémů a jejich příchod obchodní vztahy s kontinentální Evropou naopak posílil.

### Anglická občanská válka a alžbětinská doba

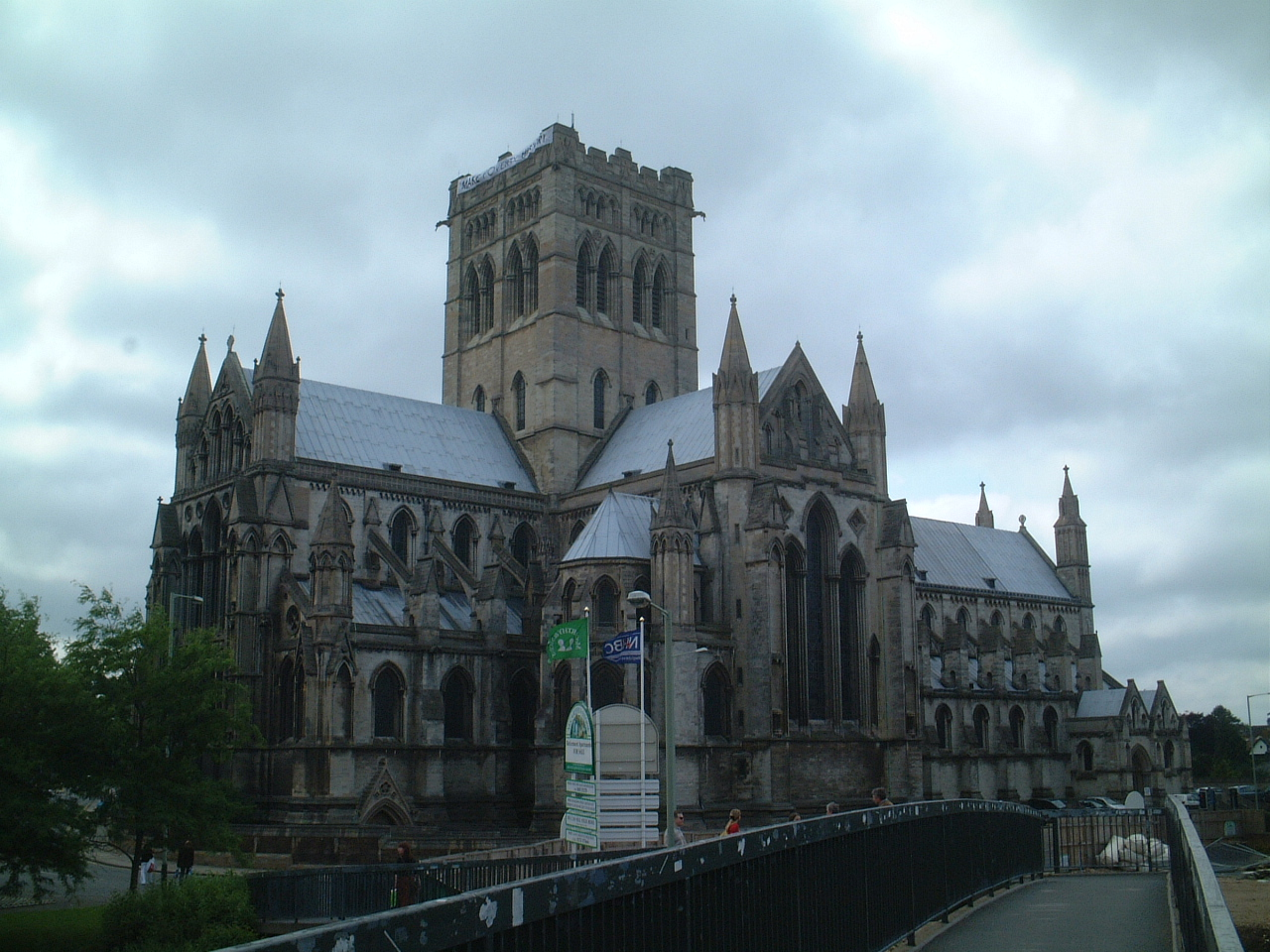
Římskokatolická katedrála sv. Jana Křtitele

Obyvatelé východních hrabství země byli velkými podporovateli parlamentaristů a Norwich nebyl výjimkou. Jedinými odpůrci této politiky byl starosta a biskup, ale to vyplývalo spíše z jejich postavení než vlastního přesvědčení.
Roku 1797 založil Thomas Bignold, obchodník s vínem a bankéř, První norwichskou pojišťovací společnost. Několik let předtím, když se přestěhoval z Kentu, nemohl najít nikoho, kdo by ho pojistil proti lupičům. S vědomím, že ve městě, kde je většina domů postavena ze dřeva, je strach obyvatel z požáru velký, založil Norwichskou společnost pro pojištění domů, skladišť a obchodů proti ohni (Norwich Union). Tato společnost se později stala největší svého druhu v zemi.
Do průmyslové revoluce jako prosperující a lidnaté město soupeřil Norwich s Bristolem o pozici druhého nejdůležitějšího města. Do doby, než byl roku 1845 spojen s ostatními částmi země železnicí, bylo rychlejší doplout lodí do Amsterdamu než do Londýna.

### 20. století
Na počátku 20. století v Norwichi působilo několik velkých průmyslových společností vyrábějících mimo jiné obuv a oděvy, dále truhlářství a podniky strojírenské a letecké. Norwich měl také vazby na výrobu čokolády.
Staré centrum města a viktoriánská obytná čtvrť v jeho sousedství byly vážně poškozeny při náletech v období druhé světové války. Poškozeny byly i průmyslové objekty a železniční infrastruktura.

## Ekonomika

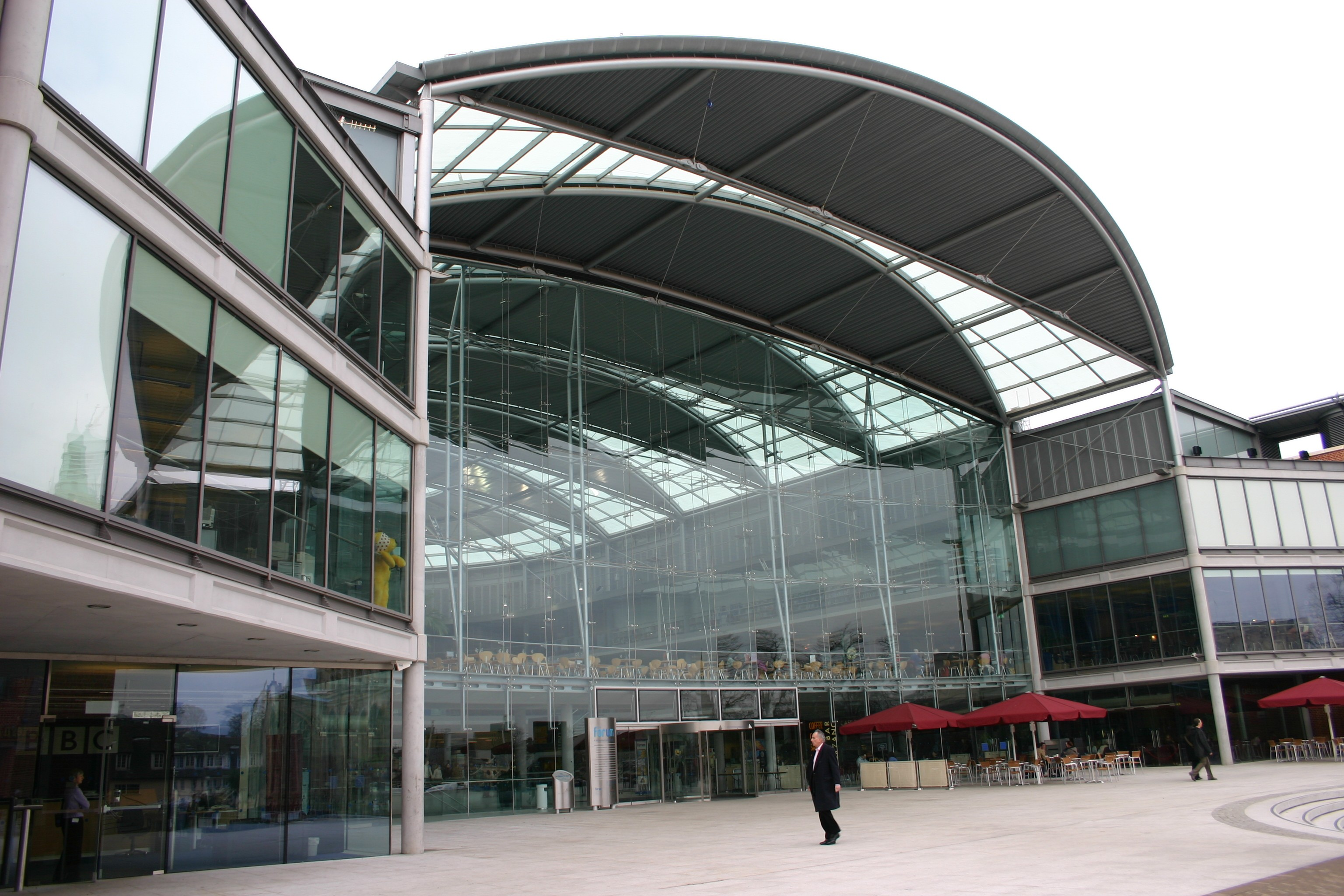
Budova nové knihovny - Forum

Původním základem ekonomiky města byl průmysl, především výroba oděvů. Tato situace se v 18. a 19. století změnila a zdrojem příjmů se stalo poskytování služeb. Norwich Union a Aviva jsou sice nejdůležitějšími zástupci tohoto sektoru, ale staly se součástí jiných pojišťovacích ústavů. Byly postaveny nové obytné komplexy, včetně zábavních center a nočních klubů, a to v oblasti Boulton and Paul. Eastern Counties Newspapers je významnou publikační společností přesahující svým významem hranice města.
V roce 2006 byl Norwich šestým nejlépe prosperujícím obchodním centrem Velké Británie. Původní tržiště bylo založeno Normany v letech 1071 až 1074 a do současnosti je největším tržištěm v Anglii provozovaným šest dní v týdnu. Tržiště prošlo v posledním období rekonstrukcí, jejímž důsledkem bylo i zmenšení prodejní plochy asi o 20 %.
Obchodní centrum Mall Norwich, navržené místní společností Lambert, Scott & Innes a otevřené roku 1993, představuje důmyslný příklad řešení začlenění nového obchodního centra do stávající historické zástavby – větší část stavby je zapuštěna pod úroveň země v úbočí kopce a parkoviště má na střeše. Norwich je jedním z deseti největších obchodních center Velké Británie. 

## Doprava

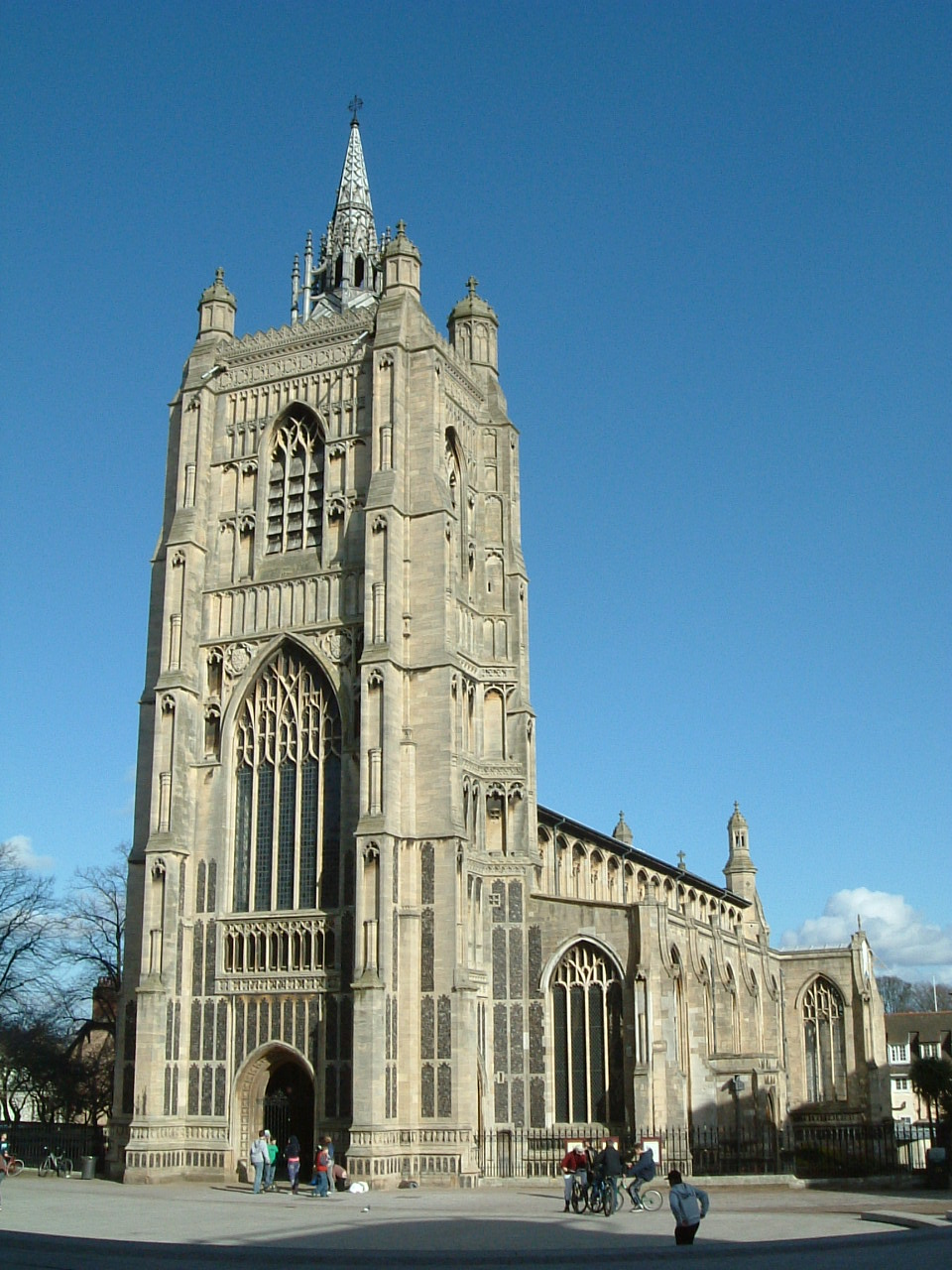
Kostel svatého Petra v Norwichi

Norwich je spojen s Great Yarmouth, King's Lynn a Peterboroughem na západě silnicí A47, která prochází okolím města. S Cambridge je spojen přes silnici A11 a dále dálnici M11 s Londýnem. Směrem na Ipswich vede silnice A140.
Železniční trať vede z Norwiche do Londýna a Peterboroughu. Příměstské spoje jsou provozovány do Great Yarmouth, Lowestoftu, Sheringhamu a Cambridge. V minulosti v Norwichi existovaly tři železniční stanice pro místní dopravu, ale nyní všechny tyto vlaky zastavují v zastávce Thorpe Station.
Autobusovou dopravu zajišťuje v Norwichi několik dopravců. Největší podíl má First Eastern Counties. Tato společnost provozuje i linky směřující do ostatních částí hrabství Norfolk, například do Peterboroughu, Lowestoftu a Thetfordu. Společnost National Express vypravuje jednou denně dálkové spoje na Letiště London Stansted, pět spojů do Londýna a jeden do Birminghamu. Velká část spojů je odbavována z autobusového nádraží v Surrey Street.
V roce 2005 měl Norwich nejlépe provozovaný systém odstavných parkovišť (park and ride) podporovaných návaznými spoji městské hromadné dopravy ve Velké Británii. Tento systém byl vybudován za podpory orgánů hrabství a obsahuje mimo jiné šest speciálně vybudovaných stanovišť – letiště, Sprowston, Postwick, Harford, Thickthorn a Costessey. Dohromady je zde vybudováno asi 5 000 parkovacích míst; v roce 2006 tento systém využilo 3,4 milionu cestujících.
Letiště Norwich je využíváno jako přivaděč pro Letiště Amsterdam Schiphol. Na tomto letišti operují společnosti FlyBe, Air Southwest, Eastern Airways a Bristow Helicopters a v době dovolených i jiné charterové společnosti.
Řeka Yare je splavná od Great Yarmouth až do Trowse na jih od Norwiche. Odsud je splavná řeka Wensum až do Norwiche.

## Kultura

Znak města

Norwichské královské divadlo existuje již asi 250 let. Bylo ustanoveno zákonem parlamentu v 10. roce vlády Jiřího II. Divadlo je schopno pojmout až 1 300 diváků a hostují zde různé soubory předvádějící muzikály, taneční představení, drama, komedie nebo operu.
Každým rokem je pořádán Norfolkský a Norwichský festival, který přitahuje mnoho návštěvníků z celé východní Anglie.
V roce 2002 bylo otevřeno Forum, budova knihovny navržená společností Michaela Hopkinse a jeho společníků, která nahradila původní hlavní městskou knihovnu a v níž nyní v ní sídlí knihovna a regionální centrum BBC. Budova také obsahuje sály pro výstavy, koncerty a jiné umělecké aktivity.

## Vzdělání

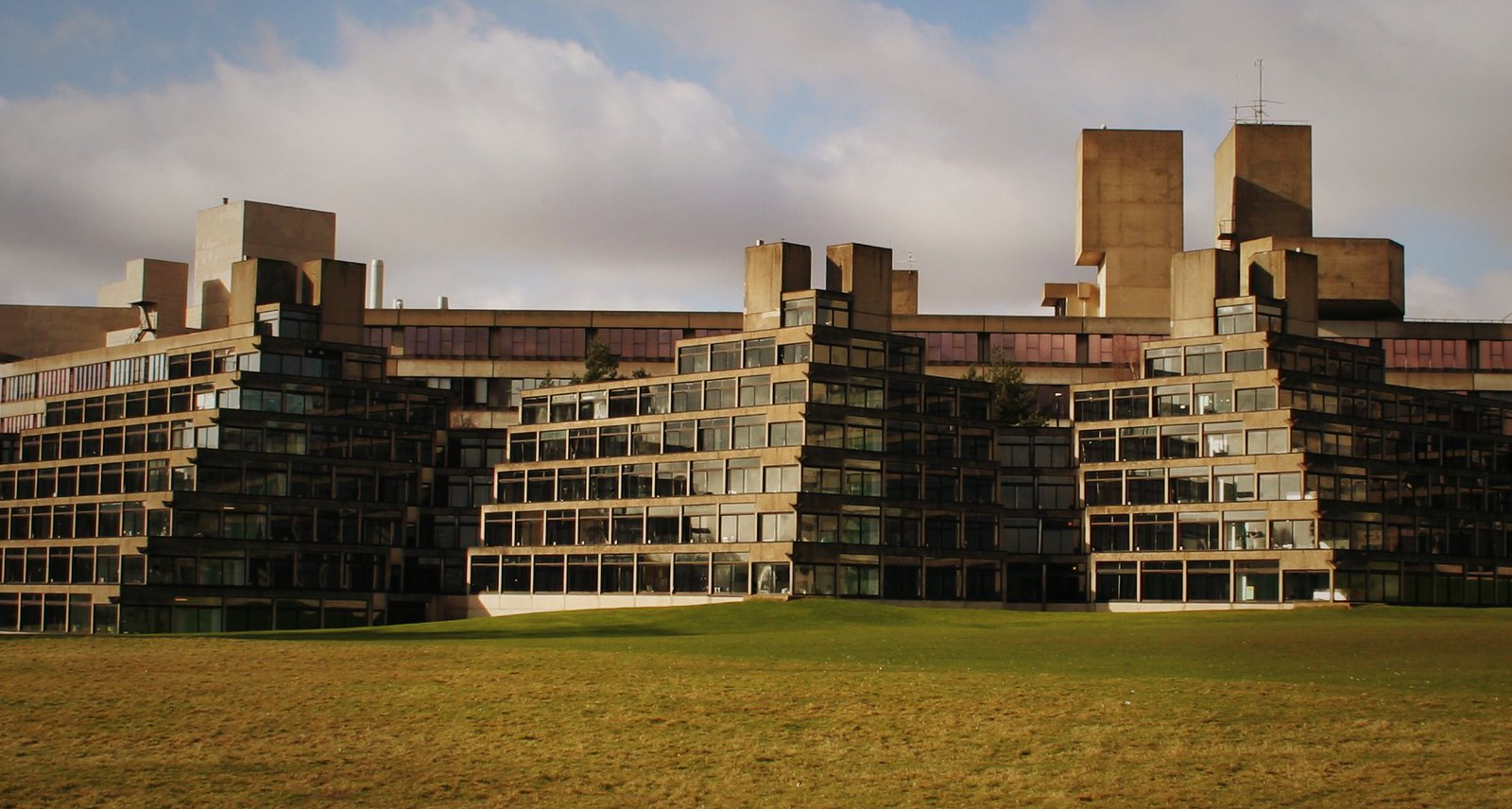
Univerzita východní Anglie

Jednou z takzvaných nových univerzit je i Univerzita východní Anglie založená roku 1963 nacházející se na okraji Norwiche. Je známá svými programy tvůrčího psaní, jež poprvé zavedli Malcolm Bradbury a Angus Wilson a jejímiž absolventy byli mimo jiné Kazuo Ishiguro a Ian McEwan. V areálu univerzity sídlí i Sainsbury Centre for Visual Arts.
V centru města také sídlí Norwich School of Art & Design. V roce 2001 byl na okraji Norwiche v Colney otevřen Norfolk and Norwich University Hospital.
Na zdejší Východoanglické univerzitě působil jako profesor pro moderní německou literaturu´významný německý spisovatel W. G. Sebald (1944–2001), který zde roku 1989 založil překladatelské centrum (British Centre for Literary Translation).

## Sport

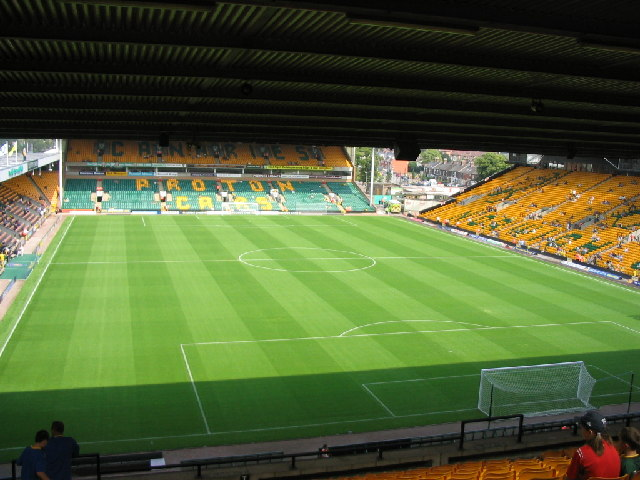
Carrow Road – domov pro Norwich City FC

Nejdůležitějším fotbalovým klubem je Norwich City FC, přezdívaný kanárci, hrající na stadiónu na Carrow Road. Jejich hlavním lokálním rivalem je Ipswich Town FC Norwich City bývá občas zaměňován s klubem Norwich United FC, který má domovský stadión v Plantation Park, asi 8 kilometrů na východ od města.
Ve městě také působí ragbyový klub Norwich Lions a čtyři kluby hokejové – Norwich City Hockey Club, Norwich Union Hockey Club, Norfolk Nomads Hockey Club a Norwich Exiles. Za hranicemi Norwiche na  Whitlingham Lane se nachází Norfolkský lyžařský a snowboardový klub Trowse, který má v současnosti asi 5 000 členů.

## Pamětihodnosti
- Anglikánská katedrála Nejv. Trojice, dvouchórová trojlodní bazilika z 11. století, jedna z nejvýznamnějších normanských staveb v Anglii, její východní chór je zaklenut pozdně gotickou vějířovou klenbou; biskupský palác
- Románský hrad ze 12. století
- Románský kostel sv. Juliana z 11.–12. století
- Kostel sv. Jiljí (St. Giles Church)
- Římskokatolická katedrála sv. Jana Křtitele, novogotická dvouchórová bazilika z let 1882–1910, architekt George Gilbert Scott
- Měšťanská architektura obuvnické ulice
- Vojenská věž Cow Tower,
- Budova Dragon Hall, nyní muzeum
- moderní budova knihovny Forum

Z 57 středověkých kostelů se sosud zachovalo 31. Velká část středověkých staveb se nachází v centru města – Assembly Rooms (1776), Octagon Chapel (1756), St Helen's House (1752) a dům v Surrey Street (1761).
Z viktoriánského období se zachovaly mimo jiné budovy sídla Norwich Union v Surrey Street, secesní královské arkády a Hotel de Paris a  katedrála na Earlham Road.

## Muzea
- Strangers' Hall Museum – muzeum regionální historie
- City of Norwich Aviation Museum – muzeum letectví, v oddílu 2. světové války se uvádí, že v britské air force bojovali také čeští letci
- Norwich Castle – hradní muzeum

## Osobnosti města
- Juliana z Norwiche (1342–1416), křesťanská mystička, rekluza, poustevnice
- Elizabeth Fry (1780–1845), reformátorka vězeňství
- Margaret Fountaine (1862–1940), lepidopterologička a ilustrátorka viktoriánské éry
- Harry Stack Sullivan (1892–1949), americký psychiatr
- Philip Pullman (* 1946), spisovatel
- Cathy Dennis (* 1969), popová zpěvačka, textařka, producentka a herečka
- Barry Pinches (* 1970), hráč snookeru
- Saraya-Jade Bevis (* 1992), wrestlerka

## Partnerská města
- Koblenz, Německo
- Novi Sad, Srbsko
- Rouen, Francie